# Karel Heřmánek
Karel Heřmánek (17. října 1947 Praha – 24. srpna 2024 Višňová) byl český herec, manžel televizní moderátorky Hany Heřmánkové a principál Divadla Bez zábradlí.

## Život
Karel Heřmánek se narodil 17. října 1947 v Praze na Žižkově. Otec Karel pracoval jako strojvůdce, matka Růžena byla modistka. Studoval stavební průmyslovku, zvažoval studium architektury a filmovou režii. Nakonec absolvoval přijímací zkoušky na herectví na FAMU, ale nebyl přijat. Na JAMU v Brně byl už úspěšnější, v roce 1972 zde absolvoval obor herectví. Do ročníku chodil s Jiřím Bartoškou, Pavlem Zedníčkem a Janou Švandovou.
Během studia i po studiu působil v avantgardním Divadle na provázku s Jiřím Bartoškou i Pavlem Zedníčkem. V letech 1973–1976 působil v Činoherním studiu v Ústí nad Labem, kam odešli s Bartoškou a Zedníčkem. Tam nastudoval první divadelní hru pod vedením režiséra Evalda Schorma. Poté odešli s Jiřím Bartoškou do Městských divadel pražských. Evald Schorm ho pak pozval do Divadla Na zábradlí. Tam hrál Karel Heřmánek do roku 1991 a vytvořil tam své nejdůležitější divadelní postavy.
Před filmovou kamerou se poprvé objevil v roce 1972 v televizním filmu Uprostřed babího léta ve stepi zahoukal vlak, častěji se ve filmech začal objevovat koncem 90. let. Věnoval se také dabingu, známý byl například jako dabér postavy Doyla ze seriálu Profesionálové.
Když v roce 1990 odešel z Divadla Na zábradlí, kde hrál, založil Karel Heřmánek jedno z prvních soukromých divadel u nás, které pojmenoval Divadlo Bez zábradlí. Část původního souboru tehdy přešla do Národního divadla, někteří kolegové (Jiří Bartoška, Pavel Zedníček) pomohli nové divadlo rozjet. Sídlem bylo nejprve Žižkovské divadlo, odtud se stěhovalo do divadla Ta Fantastika, po roce do Vysočan. A později se divadlo přestěhovalo do rozestavěného sálu Adrie v centru Prahy.
V roce 2004 získal Heřmánek do pronájmu Městské divadlo v Karlových Varech.

### Soukromý život
Jeho první manželkou byla zubní lékařka Stanislava. Měl s ní dcery Kristýnu a Karolínu. Manželství však v polovině 80. let skončilo rozvodem.
Krátce po rozvodu se v dabingovém studiu seznámil s moderátorkou a televizní hlasatelkou Hanou Vávrovou. Po narození synů Karla (* 1989) a Josefa (* 1990) se herec a moderátorka rozhodli vstoupit do svazku manželského. Třetí syn František se narodil v roce 2001. Manželka mu pomáhala s řízením divadla, on byl ředitelem a hercem, ona manažerkou. 
Sestra Karla Heřmánka Marie Mixová vlastní síť kadeřnických salónů značky „Franck Provost“.
Zemřel 24. srpna 2024, spáchal sebevraždu na střelnici Placy ve Višňové u Příbrami.

## Dílo
Karel Heřmánek byl ředitelem Divadla Bez zábradlí a Městského divadla v Karlových Varech. K tomu pravidelně spolupracoval s filmem a televizí.

### Divadlo
Na divadle ztvárnil více než 70 rolí v divadlech Činoherní studio JAMU (1968 - 1972), Divadlo Husa na provázku (1969 - 1973), Činoherní studio Ústí nad Labem (1973 - 1976), Městská divadla pražská (1976 - 1977), Divadlo Na zábradlí (1978 - 1987), Divadlo Bez zábradlí (1992 - 2018). Zvláště ve svém Divadle Bez zábradlí také několik her režíroval.

### Film a televize
- 1972 – Uprostřed babího léta ve stepi zahoukal vlak
- 1975 – Hřiště
- 1975 – Osvobození Prahy
- 1978 – Mladý muž a bílá velryba
- 1979 – Žena pro tři muže
- 1979 – Smrt stopařek
- 1979 – Na pytlácké stezce
- 1979 – Kam nikdo nesmí
- 1980 – Honzík a duhový klobouk
- 1981 – Sluníčko na houpačce
- 1981 – Nevera po slovensky
- 1980 – Mezičas
- 1980 – Krakonoš a lyžníci
- 1981 – Chudák muzika
- 1981 – Hadí jed (film)
- 1981 – Evžen mezi námi
- 1982 – Šílený kankán
- 1982 - Chuť vody
- 1982 – Šéfe, to je věc!'
- 1983 – Pánská jízda
- 1983 – Straka v hrsti
- 1983 – Psí kůže
- 1983 – Anděl s ďáblem v těle
- 1984 – Všichni musí být v pyžamu
- 1984 – Všechno nebo nic
- 1984 – Šéfe, vrať se!
- 1984 – Šéfe, jdeme na to!
- 1984 – S čerty nejsou žerty
- 1984 – Sanitka (televizní seriál)
- 1984 – Fešák Hubert
- 1984 – Druhý tah pěšcem
- 1985 – Žáku Kašíku, nežeň se!
- 1985 – Slavné historky zbojnické (televizní seriál)
- 1986 – Zlá krev (televizní seriál)
- 1986 – Velká filmová loupež
- 1986 – Smrt krásných srnců
- 1986 – Smích se lepí na paty
- 1986 – Pěsti ve tmě
- 1986 – Panoptikum Města pražského (televizní seriál)
- 1986 – Dobré světlo
- 1987 – Kam, pánové, kam jdete?
- 1988 – Útěk ze seriálu
- 1988 – Proces s vrahy Martynové
- 1988 – O kouzelnici Klotýnce
- 1988 – Herbstmilch
- 1988 – Anděl svádí ďábla
- 1989 – V tomhle zámku straší, šéfe!
- 1989 – Vlak dětství a naděje (televizní seriál)
- 1989 – Uzavřený okruh
- 1989 – Na dvoře je kůň, šéfe!
- 1989 – Čajová Julie
- 1990 – Zvonokosy
- 1990 – Šípková Ruženka
- 1990 – O Radkovi a Mileně
- 1991 – O zapomnětlivém černokněžníkovi
- 1992 – Hříchy pro pátera Knoxe (televizní seriál)
- 1992 – Co teď a co potom? (televizní seriál)
- 1993 – Zámek v Čechách
- 1993 – Stalingrad (Německo)
- 1994 – O zvířatech a lidech (televizní seriál)
- 1994 – Divadelní román
- 1994 – Díky za každé nové ráno
- 1996 – Malostranské humoresky
- 1996 – Kolja
- 1997 – Zdivočelá země (televizní seriál)
- 1997 – Bumerang
- 1998 – Tři králové (televizní seriál)
- 2000 – Hurá na medvěda
- 2001 – Otec neznámý aneb Cesta do hlubin duše výstrojního náčelníka (televizní film)
- 2001 – Duch český (televizní seriál)
- 2003 – Černí baroni (televizní seriál)
- 2005 – Příběhy obyčejného šílenství
- 2005 – Blízko nebe
- 2012 – Gympl s (r)učením omezeným (televizní seriál)
- 2012 – Kozí příběh se sýrem
- 2014 – Dědictví aneb Kurvaseneříká
- 2024 – Mozaika (televizní seriál)

### Dabing
- Profesionálové (britský televizní seriál, hlas Doyla)
- 1984 – Robin Hood (televizní seriál)
- 1984 – Dva nosáči tankují super
- 1986 – Galoše šťastia
- 1999 – Musíme si pomáhat
- 1999 – Asterix a Obelix
- 2003 – Hledá se Nemo
- Kačeří příběhy

### Práce pro rozhlas
- 1988 – Sebevrah (Arkadij Timofejevič Averčenko)
- 1991 – Tři veteráni. Na motivy Jana Wericha napsala Helena Sýkorová, režie Karel Weinlich.

## Ocenění
- cena Českého literárního fondu za herecký výkon v inscenaci Komenský: Diogenes cynik
- cena na MFF v Portugalsku za mužský herecký výkon ve filmu Dobré světlo (1987)
- cena Zlatý střevíček za mimořádný přínos kinematografii pro děti a mládež na Zlín Film Festivalu (2022)[10]